# 孙冠军
孙冠军（1913年—1952年11月5日），原名孙毓俊，男，山东临清人，中国政治人物。曾任南阳市市长、南阳专署专员。

## 生平
1913年出生在山东省临清县郭七寨村（今属河北省临西县）的农民家庭。1931年秋，考入临清联立乡村师范学校（包括临清、丘县、馆陶、冠县、清平、夏津六县）读书。此期间，积极参加读书会活动，阅读进步书刊，参加抗日救亡活动。1932年加入中国共产主义青年团，担任上海至太原通讯联络员。毕业后在临清县尖庄小学教书，后担任校长。1937年七七事变后，学校停办，积极参加抗日活动。1938年4月加入中国共产党，在临清县参加山东省第六区抗日游击司令部第16支队的组建工作。1939年2月，日军占领临清县城，该支队转移到临清西部地区。此时，孙冠军等人组织成立临西抗日武装工作团（后改为卫河支队）。同年10月，所在支队与活动在冠县、馆陶地区的同名的抗日部队合编为八路军卫河支队，遂任该支队二大队队长。同年底调任临清县第八区抗日区长、自卫队指挥部秘书。1940年7月，调至元城县工作，历任元城县抗日联合会宣传部长、副主任、主任。1945年5月，元城与朝北合并后，任中共元朝县县委委员、抗日联合会主任、县长。1947年6月奉命南下至河南，任中共桐柏地区党委工作团团长，中共南阳地委工作团团长、民运部长、南阳市市长等职。1949年10月中华人民共和国成立后，历任南阳市人民政府市长（县级），中共南阳市委书记兼市长（县级），中共南阳地委委员、河南省人民政府南阳区专员公署专员等职。因积劳成疾，1952年11月5日逝世。